# رول‌ام‌ال
زبان Rule Markup Language یا RuleML یک زبان ویژه نشانه گذاری برای قانون‌ها (rules) در علم نرم‌افزار کامپیوتر می‌باشد.